# Kurt Nieher
Kurt Nieher (* 6. November 1898; † 29. April 1968) war ein deutscher Fußballspieler.

## Sportlicher Werdegang
Kurt Nieher verbrachte seine gesamte Spielerlaufbahn beim Chemnitzer Ballspielclub. Vor allem während der Glanzzeit des CBC, Mitte der Zwanziger Jahre, gehörte der Stürmer zu den bekanntesten Akteuren des Clubs. Folge waren mehrere Berufungen in die mitteldeutsche Auswahl.
Größter Erfolg Niehers war der Gewinn des Mitteldeutschen Pokales (3:2-Sieg gegen VfB Leipzig) im Jahr 1927, wo er sich als Torschütze auszeichnen konnte. Bei der darauf folgenden Endrunde um die deutsche Meisterschaft 1927 unterlag er dem späteren Meister 1. FC Nürnberg mit 1:5, auch hier konnte Nieher das Ehrentor für seinen Verein erzielen. 1927 und 1929 erreichte Nieher mit dem CBC das Endspiel um die Mitteldeutsche Meisterschaft, unterlag aber dem VfB Leipzig (0:4) und dem Dresdner SC (2:3).
Nach dem Zweiten Weltkrieg agierte Nieher bis 1950 als Trainer bei der nicht mehr bestehenden SG Chemnitz West.